# Ноймарк
Но́ймарк (нім. Neumark — Нова марка, Нова мархія) — історичний край на теренах сучасної Польщі, провінція Бранденбурзької марки. Назва ймовірно пов'язана з назвами інших провінцій Бранденбурзької марки Альтмарка (Стара марка, Стара Мархія, нині у складі федеральної землі Саксонія-Ангальт) і Міттельмарк (Середня марка, Стара Мархія).
Територія обмежується на півдні горизонтальною лінією річок Варти та Нотеч, на заході річкою Одра до міста Відухова (Західнопоморське воєводство), на сході по берегах річки Драви, на півночі клином видається в середнє Помор'я, охоплюючи сьвідвінські землі в Західно-Поморському воєводстві.
Після Другої світової війни згідно з рішеннями Потсдамської конференції більша частина Ноймарку перейшло під владу Польщі. Польські переселенці зі Східних кресів заселили терени звільнені від німецького населення. 